# Ordzawienie jabłek

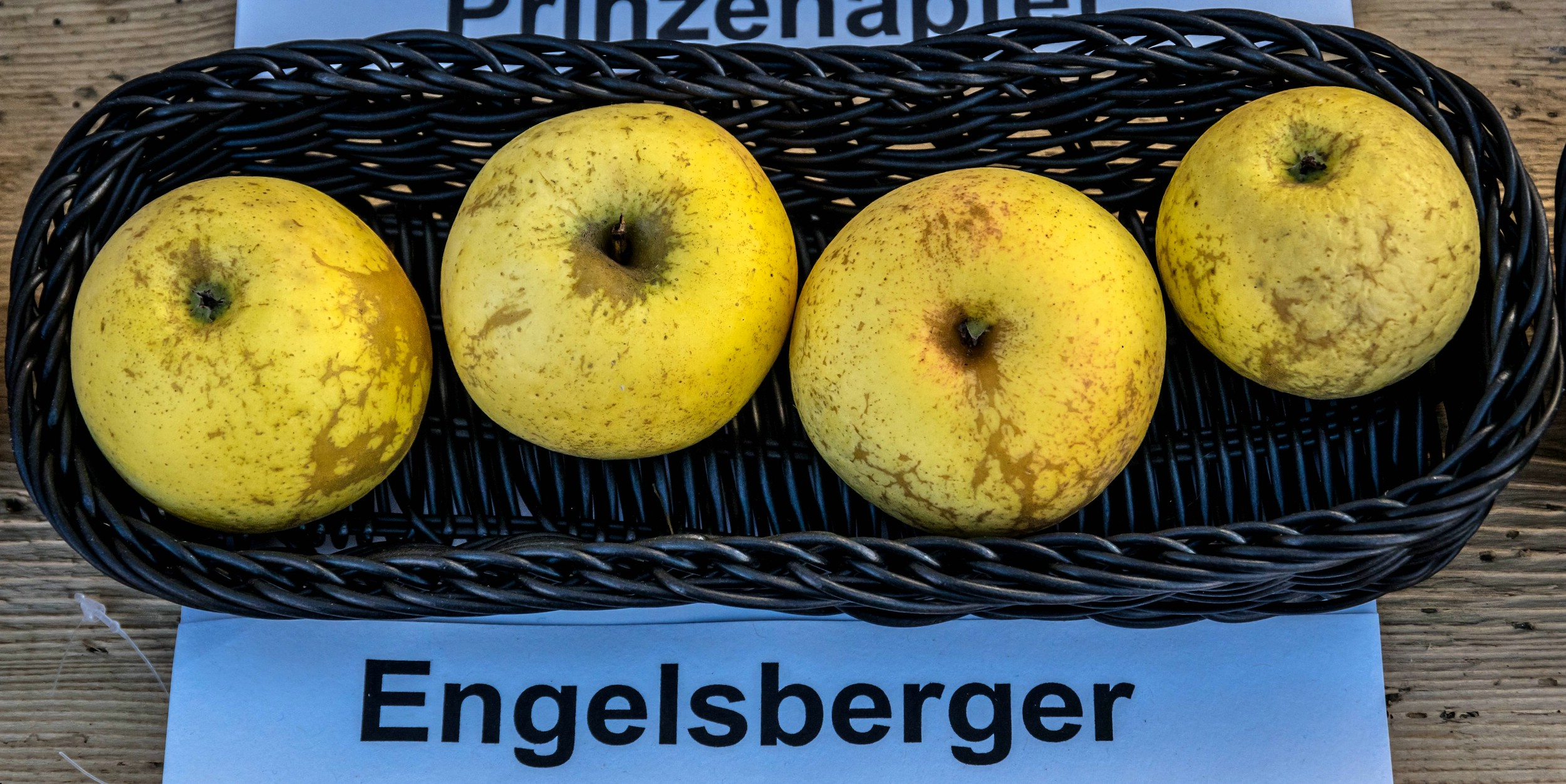

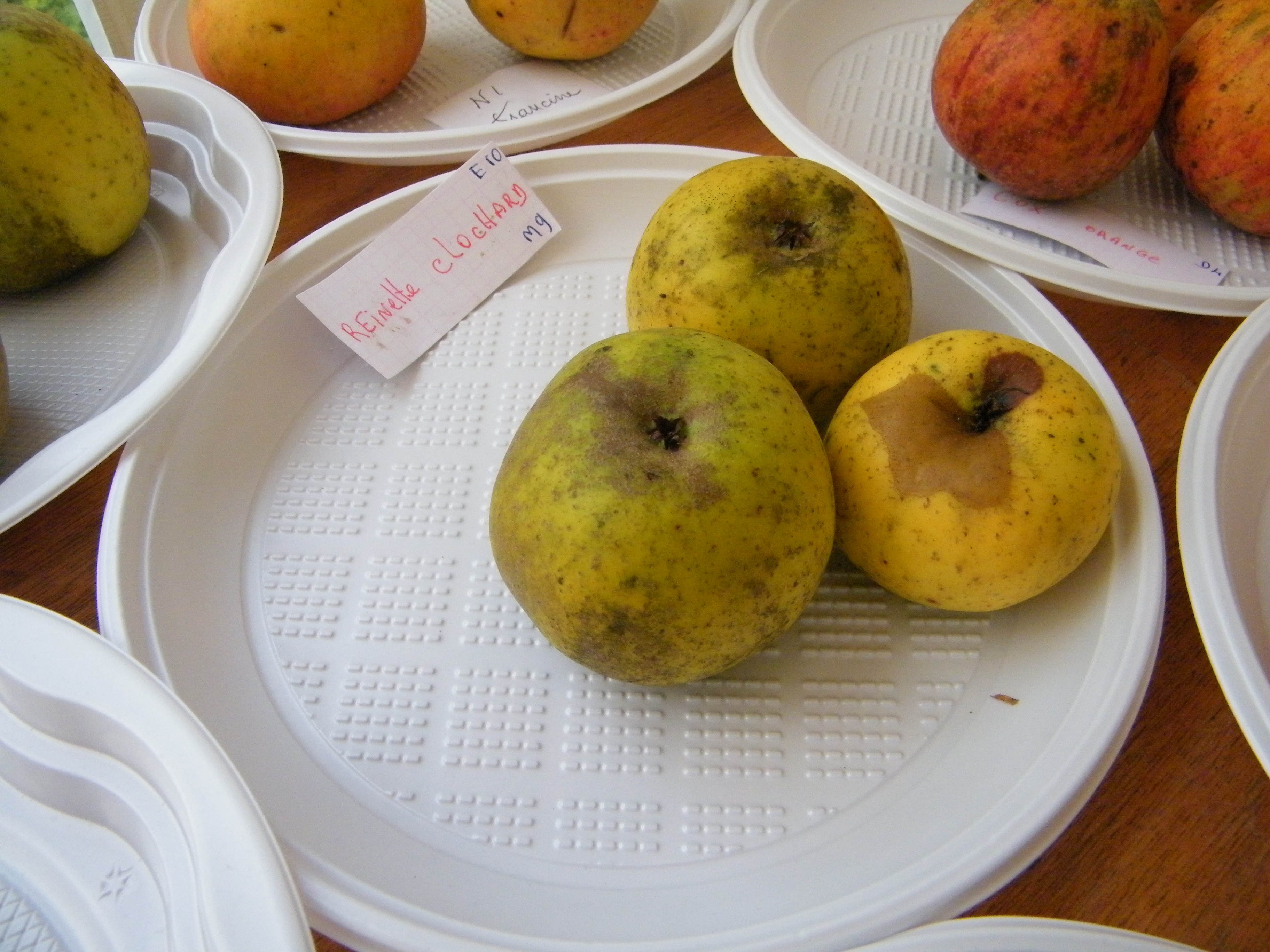

Ordzawienie jabłek (ang. apple skin russetting) – nieinfekcyjna choroba jabłek polegająca na uszkodzeniu i zmianie barwy ich skórki.
Ordzawienia to różnej wielkości i różnego kształtu siateczkowate plamy i smugi będące skorkowaceniami różniącymi się barwą od zdrowej skórki jabłka. Wśród popularnych w Polsce odmian na ordzawienia najbardziej podatne są ‘Gala’ i ‘Golden Delicious’, ale nie omijają one większości pozostałych odmian. Głównymi przyczynami ordzawień są:
- uszkodzenia epidermy zawiązków jabłek w okresie ich intensywnego wzrostu,
- uszkodzenia mrozowe,
- uszkodzenia skórki spowodowane stosowaniem środków ochrony roślin i nawożenia dolistnego,
- uszkodzenia mechaniczne[3].

Epiderma jabłek pokryta jest kutykulą. Jest to woskowa substancja chroniąca skórkę przed nadmiernym parowaniem, patogenami i innymi czynnikami środowiska zewnętrznego. Wymienione wyżej czynniki zewnętrzne powodują jej rozerwanie, ale następuje ono także podczas normalnego wzrostu jabłek w okresie dużej jego intensywności, zwłaszcza gdy występują duże zmiany temperatury powietrza. Uszkodzona epiderma przestaje chronić znajdujące się pod nią komórki miękiszu. Wytwarzają one wówczas ochronną warstwę korka przejmującą zadanie ochrony miękiszu.

## Ochrona
Ordzawienie skórki nie wpływa na smak i jakość spożywczą jabłek, zmniejsza jednak ich wartość handlową, ponadto podczas przechowywania uszkodzone ordzawieniem jabłka transpirują szybciej niż zdrowe. Zapobiega się ordzawieniu poprzez:
- opryskiwanie jabłoni giberelinami. Poprawiają one elastyczność skórki i zwiększają wielkość komórek epidermy,
- opryskiwanie jabłoni specjalnymi preparatami na bazie żywicy sosny. Ma ona skład zbliżony do naturalnych wosków roślinnych i łączy się z kutykulą jabłek tworząc grubszą i silniejszą warstwę ochronną. Do preparatów tych dodaje się adiuwanty zwiększające przyczepność preparatu do kutykuli[3].